# Turniej o Łańcuch Herbowy Miasta Ostrowa Wielkopolskiego 2011
Turniej o Łańcuch Herbowy Miasta Ostrowa Wielkopolskiego 2011 – turniej żużlowy, rozegrany po raz 59. w Ostrowie Wielkopolskim, w którym zwyciężył Szwed Antonio Lindbäck.

## Wyniki
- Ostrów Wielkopolski, 22 października 2011
- Sędzia: Leszek Demski

| Msc. | Zawodnik            | Państwo                | Pkt     |             |  |
| ---- | ------------------- | ---------------------- | ------- | ----------- |  |
| 1    | Antonio Lindbäck    | ROW Rybnik             | 11 +2+3 | (1,3,2,3,2) |  |
| 2    | Grzegorz Walasek    | Polonia Bydgoszcz      | 12 +3+2 | (d,3,3,3,3) |  |
| 3    | Kacper Gomólski     | Start Gniezno          | 7 +2+1  | (0,2,3,2,0) |  |
| 4    | Łukasz Jankowski    | Orzeł Łódź             | 14 +3+0 | (3,3,2,3,3) |  |
| 5    | Dawid Stachyra      | Lotos Wybrzeże Gdańsk  | 12 +w   | (3,1,2,3,3) |  |
| 6    | Robert Miśkowiak    | Lechma Poznań          | 10 +1   | (2,1,3,2,2) |  |
| 7    | Sebastian Ułamek    | Tauron Azoty Tarnów    | 9 +1    | (2,0,3,2,2) |  |
| 8    | Patryk Dudek        | Falubaz Zielona Góra   | 9 +0    | (3,2,d,1,3) |  |
| 9    | Roman Poważny       | SK Lokomotīve Dyneburg | 7       | (3,2,1,0,1) |  |
| 10   | Norbert Kościuch    | Lechma Poznań          | 7       | (1,1,1,2,2) |  |
| 11   | Adrian Gomólski     | Lubawa Litex Ostrów    | 6       | (2,1,2,1,0) |  |
| 12   | Ronnie Jamroży      | ROW Rybnik             | 5       | (2,0,1,1,1) |  |
| 13   | Łukasz Sówka        | Lubawa Litex Ostrów    | 5       | (1,2,1,0,1) |  |
| 14   | Kenneth Hansen      | KSM Krosno             | 4       | (1,3,u,-,-) |  |
| 15   | Michał Mitko        | Kolejarz Opole         | 2       | (0,0,d,1,1) |  |
| 16   | Mateusz Łukaszewski | Lubelski Węgiel KMŻ    | 0       | (0,0,0,0,0) |  |

Bieg po biegu:
1. Poważny, Jamroży, Sówka, Mitko
2. Jankowski, Miśkowiak, Kościuch, K.Gomólski
3. Dudek, A.Gomólski, Hansen, Łukaszewski
4. Stachyra, Ułamek, Lindbäck, Walasek (d1)
5. Hansen, Sówka, Miśkowiak, Ułamek
6. Walasek, K.Gomólski, A.Gomólski, Jamroży
7. Lindbäck, Poważny, Kościuch, Łukaszewski
8. Jankowski, Dudek, Stachyra, Mitko
9. K.Gomólski, Stachyra, Sówka, Łukaszewski
10. Miśkowiak, Lindbäck, Jamroży, Dudek (d/start)
11. Walasek, Jankowski, Poważny, Hansen (u3)
12. Ułamek, A.Gomólski, Kościuch, Mitko (d4)
13. Walasek, Kościuch, Dudek, Sówka
14. Jankowski, Ułamek, Jamroży, Łukaszewski
15. Stachyra, Miśkowiak, A.Gomólski, Poważny
16. Lindbäck, K.Gomólski, Mitko
17. Jankowski, Lindbäck, Sówka, A.Gomólski
18. Stachyra, Kościuch, Jamroży
19. Dudek, Ułamek, Poważny, K.Gomólski
20. Walasek, Miśkowiak, Mitko, Łukaszewski
21. 1, półfinał: Jankowski, Lindbäck, Ułamek, Dudek
22. 2. półfinał: Walasek, K.Gomólski, Miśkowiak, Stachyra (w/su)
23. Finał: Lindbäck, Walasek, K.Gomólski, Jankowski
24. Bieg pamięci Rifa Saitgariejewa i Jana Łyczywka: Lindbäck, Walasek, Sówka, A.Gomólski